# فريديريك بونغ
فريديريك بونغ (بالفرنسية: Frédéric Bong)‏ هو لاعب كرة قدم كاميروني في مركز الدفاع، ولد في 27 يوليو 1987 في دوالا في الكاميرون. لعب مع نادي كريتيل ونادي نيور.

## وصلات خارجية
- فريديريك بونغ على موقع قاعدة بيانات كرة القدم.إي يو (الإنجليزية)
- فريديريك بونغ على موقع Soccerway.com (الإنجليزية)
- فريديريك بونغ على موقع عالم كرة القدم.نت (الإنجليزية)